# Jemen na Igrzyskach Azjatyckich 2018
Jemen na Igrzyskach Azjatyckich 2018 – jedna z reprezentacji uczestnicząca na igrzyskach azjatyckich rozegranych w Dżakarcie i Palembangu w dniach 18 sierpnia – 2 września. W kadrze znalazło się 38 zawodników, którzy wystąpili w 10 dyscyplinach. Nie zdobyli jednak żadnego medalu.